# Герб Пенамакора
Ге́рб Пенамако́ра — офіційний символ містечка Пенамакор, Португалія. Використовується як територіальний герб. У синьому щиті срібні меч і ключ, лезами додолу. Вони пов'язані трьома петлями червоної мотузки, що перев'язана знизу. У главі щита срібний місяць, рогами догори. Щит увінчує срібна мурована містечкова корона з чотирма вежами.  Під щитом біла стрічка, на якій великими літерами напис португальською: «Penamacor» (Пенамакор).  Офіційно затверджений 19 березня 1986 року. Створений на основі попереднього містечкового герба, ухваленого 2 березня 1938 року. 

## Галерея

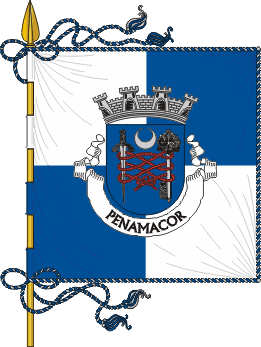
Прапор